# Седукевич, Сергей Евстафьевич
Сергей Евстафьевич Седукевич (1918—2001) — майор Советской Армии, участник Великой Отечественной войны, Герой Советского Союза (1945).

## Биография
Сергей Седукевич родился 14 сентября 1918 года в Кашире. После окончания восьми классов школы и школы фабрично-заводского ученичества работал слесарем. В сентябре 1938 года Седукевич был призван на службу в Рабоче-крестьянскую Красную Армию. Участвовал в польском походе. В сентябре 1938 года Седукевич был призван на службу в Рабоче-крестьянскую Красную Армию. С января 1942 года — на фронтах Великой Отечественной войны. В боях был тяжело ранен. В том же году окончил курсы младших лейтенантов.
К февралю 1945 года капитан Сергей Седукевич командовал батареей 902-го стрелкового полка 248-й стрелковой дивизии 5-й ударной армии 1-го Белорусского фронта. Отличился во время освобождения Польши. 2 февраля 1945 года батарея Седукевича отразила шесть немецких контратак, подбив 11 танков и 4 БТР. В критический момент боя Седукевич заменил собой командира соседней стрелковой роты и успешно руководил её действиями. В последующие дни батарея Седукевича отражала по 5-10 немецких контратак, продержавшись на плацдарме до подхода основных сил.
Указом Президиума Верховного Совета СССР от 24 марта 1945 года за «исключительный героизм, обеспечивший захват и удержание стратегически важного плацдарма на реке Одер» капитан Сергей Седукевич был удостоен высокого звания Героя Советского Союза с вручением ордена Ленина и медали «Золотая Звезда» за номером 5633.
После окончания войны Седукевич продолжил службу в Советской Армии. В 1949 году он окончил курсы усовершенствования офицерского состава. В 1958 году в звании майора Седукевич был уволен в запас. Проживал и работал в Кашире. Умер 15 декабря 2001 года, похоронен на Аладьинском кладбище Каширы.
Был также награждён двумя орденами Отечественной войны 1-й степени и двумя орденами Красной Звезды, рядом медалей.